# Хохшваб
Хохшваб (устар. Гохшваб; нем. Hochschwab) — высочайшая вершина одноимённого горного массива Северных Известняковых Альп в Австрии. Абсолютная высота — 2277 м. Располагается на территории коммуны Тёрль в округе Брукк-Мюрццушлаг на севере Штирии. 